# Чемпіонат Швеції з хокею 1927
 Чемпіонат Швеції з хокею: 1927 — 6-й сезон турніру з хокею з шайбою, який проводився за кубковою системою. 
Переможцем змагань став клуб ІК «Йота» (Стокгольм).

## Турнір

### Перший раунд
- Вестерос ІК - «Карлбергс» БК (Стокгольм) 2:3

### Другий раунд
- «Юргорден» ІФ (Стокгольм) - «Карлбергс» БК (Стокгольм) 6:3

### Півфінал
- ІК «Йота» (Стокгольм) - «Гаммарбю» ІФ (Стокгольм) 5:3
- «Юргорден» ІФ (Стокгольм) - Седертельє СК 5:4

### Фінал
- ІК «Йота» (Стокгольм) - «Юргорден» ІФ (Стокгольм) 4:3